# Harald Gronemann
Harald Gronemann (26. oktober 1927 - august 2013) var en dansk fodboldspiller.
Gronemann var ungdomspiller i Valby BK og kom som juniorspiller til Boldklubben Frem i juni 1942. Han debuterede som venstre back som 18 årig i en træningskamp i parken mod Malmö FF. Han spillede i alt 231 kampe på klubbens 1. hold i perioden 1946-1961. I en periode var han holdets anfører.